# 1947年阿薩姆地震
1947年阿薩姆地震，發生在1947年7月29日，發生在印度阿薩姆邦和中國西藏交界處，地震矩規模7.3。中國文件指地震發生在西藏朗縣。
在迪布鲁加尔、乔尔哈特和第斯普尔牆壁出現裂缝。在古瓦哈提也出現電力故障報告。